# Tonedor

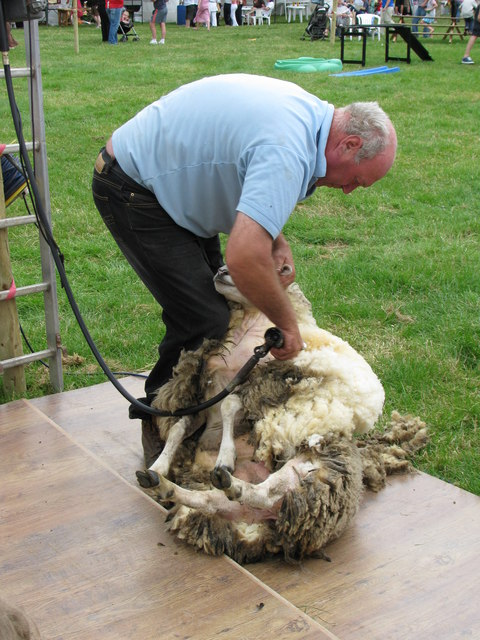

El tonedor és una persona que esquila la llana a les ovelles, també s'anomena esquilador o xollador.

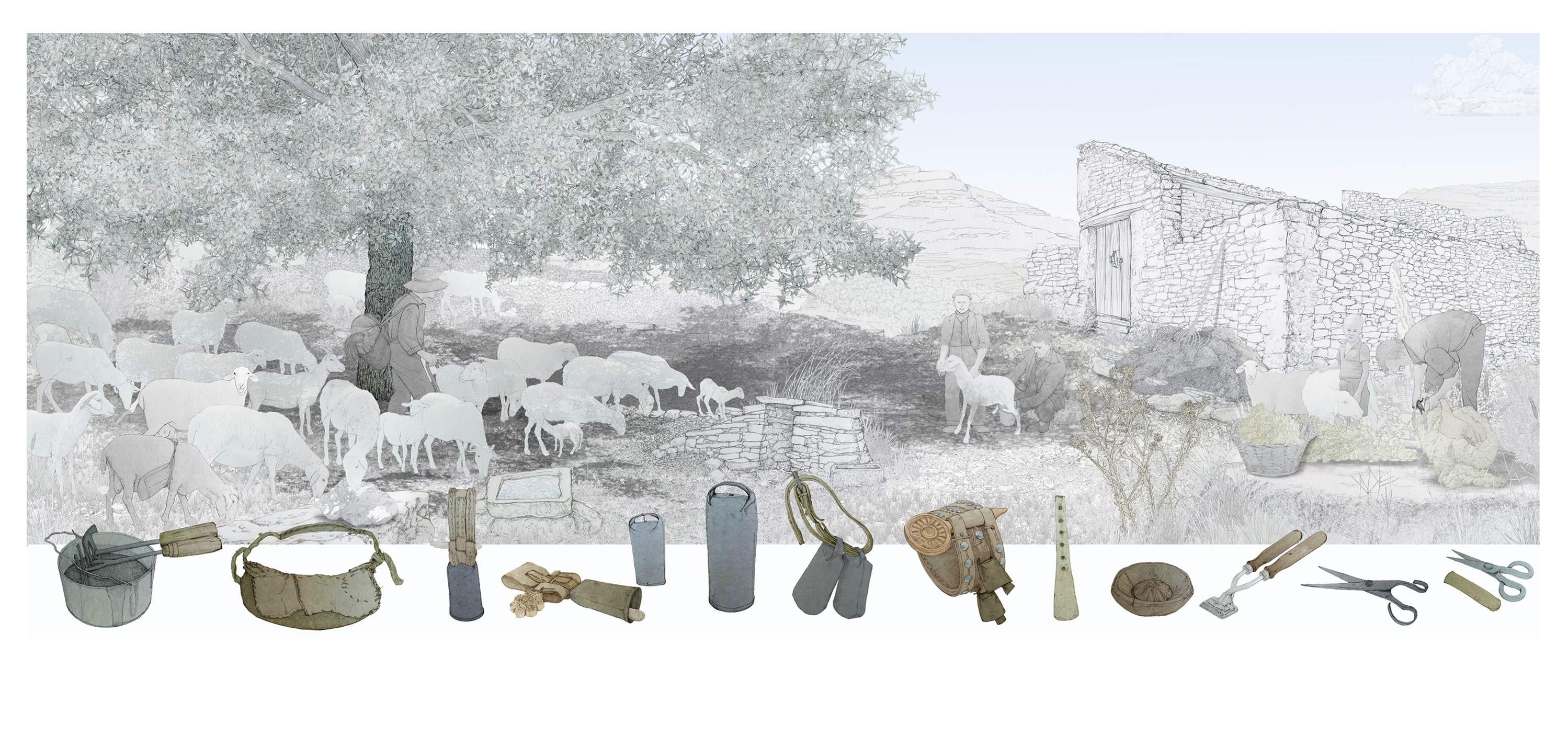
Il·lustració d'Andrés Marín Jarque per a l'exposició permanent "Secà i Muntanya" del Museu Valencià d'Etnologia. S'il·lustren els escenaris del medi rural i el procés (treball) mitjançant el qual s'aprofita este espai.

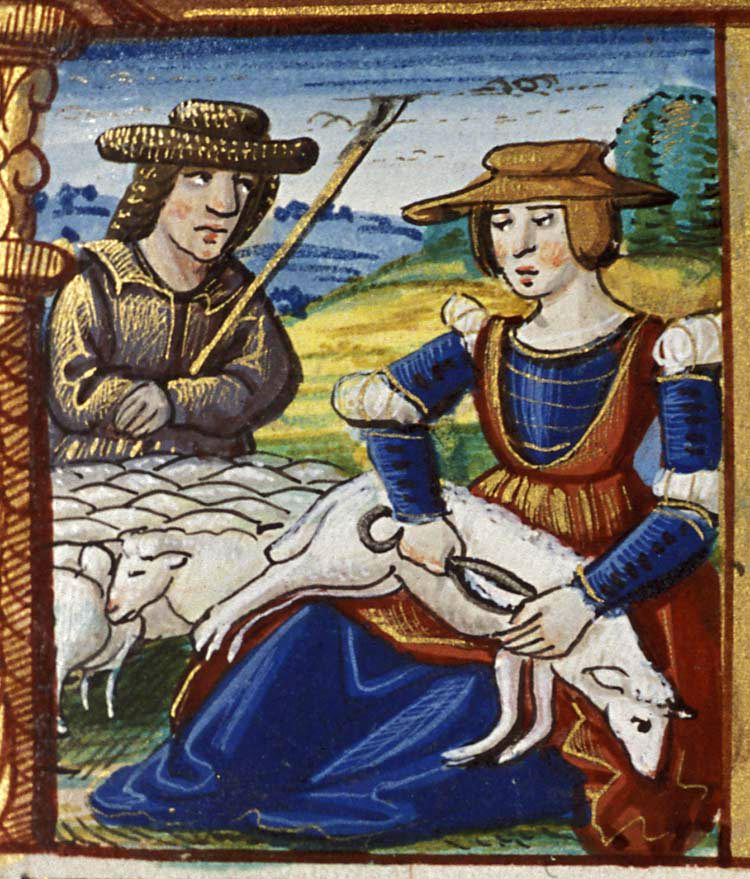
Dibuix medieval de la xolla

L'esquilada és el procés de treure el velló de llana de l'ovella, és una part essencial de la ramaderia ovina. Abans era un ofici manual, que es feia amb unes tisores gegants, al descobert, sovint a l'era de batre, excepte quan plovia s'utilitzava el corral. Ara es va mecanitzar i ara es triga molt menys de temps. Això es fa sovint en un cobert dissenyat per processar centenars d'ovelles.
Cada any a Ripoll hi ha una festa de la llana on xolladors fan demostracions de la manera de tondre ovelles.